# Festes nacionals i públics a l'Azerbaidjan
Aquesta és una llista de festes nacionais i públiques a l'Azerbaidjan. Les festes nacionais i públiques a l'Azerbaidjan són un conjunt de festes regulades per llei.

## Festes de l'Azerbaidjan
- Laborable
- No laborable

| Data                    | Festa                                                |
| 1 - 2 de gener          | Cap d'any                                            |
| 8 de març               | Dia Internacional de les Dones                       |
| 20 - 24 de març         | Novruz                                               |
| 9 de maig               | Dia de la Victòria                                   |
| 28 de maig              | Dia de la República de l'Azerbaidjan                 |
| 15 de juny              | Dia de la Salvació Nacional d'el Poble Azerbaidjanès |
| 26 de juny              | Dia de les Forces Armades de l'Azerbaidjan           |
| 18 d'octubre            | Dia de la Independència de l'Azerbaidjan             |
| 9 de novembre           | Dia de la bandera estatal                            |
| 12 de novembre          | Dia de la Constitució                                |
| 17 de novembre          | Dia de el Renaixement Nacional                       |
| 31 de desembre          | Dia de la Solidaritat Mundial Azerbaidjanesos        |
| Festes religioses       |                                                      |
| Calendari islàmic lunar | Ramadà                                               |
| Calendari islàmic lunar | Festa del Sacrifici                                  |

## Commemoracions de l'Azerbaidjan
| 20 de gener  | Gener Negre (1991)         |
| 26 de febrer | Massacre de Khojali (1992) |
| 31 de març   | Genocidi de Març (1918)    |

## Altres festius de l'Azerbaidjan
Tots dies són laborables
| 30 de gener    | Dia professional dels funcionaris de duana                                         |
| 2 de febrer    | Dia de joves azerbaidjanesos                                                       |
| 11 de febrer   | Dia professional dels funcionaris fiscals                                          |
| 5 de març      | Dia de la cultura física i esport                                                  |
| 23 de març     | Dia dels funcionari de l'Ministeri d'Ecologia i recursos naturals de l'Azerbaidjan |
| 28 de març     | Dia de la Seguretat Nacional                                                       |
| 10 d'abril     | Dia dels constructors                                                              |
| 1 de juny      | Dia internacional dels nens                                                        |
| 2 de juny      | Dia dels funcionari dels treballadors de l'aviació civil                           |
| 18 de juny     | Dia dels drets humans                                                              |
| 2 de juliol    | Dia dels funcionaris de la policia                                                 |
| 22 de juliol   | Dia de la premsa nacional                                                          |
| 1 d'agost      | Dia d'alfabet i idioma azerbaidjanès                                               |
| 2 d'agost      | Dia de cinema azerbaidjanès                                                        |
| 15 de setembre | Dia de coneixement                                                                 |
| 18 de setembre | Dia de música nacional                                                             |
| 20 de setembre | Dia dels petroliers                                                                |
| 5 d'octubre    | Dia dels professors                                                                |
| 13 d'octubre   | Dia dels treballadors de via fèrria azerbaidjanès                                  |
| 6 de novembre  | Dia dels treballadors de metro                                                     |
| 22 de novembre | Dia dels treballadors de Justícia                                                  |
| 6 de desembre  | Dia dels treballadors de l'Ministeri de comunicació i tecnologia informàtica       |
| 16 de desembre | Dia dels treballadors de FEMA de l'Azerbaidjan                                     |